# Хорікава-ін-но онтокі хяку-сю вака
Хорікава-ін-но онтокі хяку-сю вака (堀河院御時百首和歌, Збірка ста японських пісень часів імператора Хорікава) — поетична антологія, укладена поетичним гуртком за наказом імператора Хорікава у 1105—1106 роках. Скорочена назва «Хорікава хяку-сю» (堀河百首).

## Характеристика
Складалася зі 100 віршів, що випливає з назви. Вірші були суто вака. Над укладання працювало 14—16 поетів на чолі із Канін Кіндзане. Ця збірка стала першою значною працею надалі відомого поета Фудзівара но Акісуе. Також брали участь Мінамото но Тосійорі, Фудзівара но Мототосі, Мінамото но Кунідзане, Ое но Масафуса
Ця робота мала велике значення для подальшого розвитку японської поезії. Вона стала першою збіркою складеною більш ніж одним поетом (до того 960 року антологію зі 100 віршів склав одноосібно поет Соне но Йосітада — антологія «Сотан-сю»). При цьому наперед було визначено тему кожного вірша, так що поети-початківці створювали вірші на певні теми.
Надалі «Хорікава-ін-но онтокі хяку-сю вака» стала зразком для укладання антологій зі ста віршів різної тематики. Також увійшло до практики, що поети-початківці створювали вірші на тематики «Хорікава-ін-но онтокі хяку-сю вака».